# Marios Neofytou
Marios Neofytou (in greco: Μάριος Νεοφύτου; Limisso, 4 febbraio 1977) è un allenatore di calcio ed ex calciatore cipriota, di ruolo attaccante.

## Carriera

### Club
Ha militato per molti anni in squadre cipriote e greche, disputando incontri nei massimi campionati. Con l'Anorthosis nel 2003 è anche stato il miglior marcatore del campionato cipriota. Ha altresì allenato per due anni, prima il Akritas Chlorakas e poi l'APEP, club nel quale svolgeva la funzione di giocatore-allenatore.

### Nazionale
Tra il 2000 ed il 2004 ha giocato 5 partite con la nazionale cipriota.

## Palmarès

### Giocatore

#### Club
- Campionato cipriota: 2

Anorthosis: 1999-2000
APOEL: 2006-2007
- Coppa di Cipro: 3

Anorthosis: 2001-2002, 2002-2003
APOEL: 2005-2006
- Supercoppa di Cipro: 3

Anorthosis: 1999, 2000
APOEL: 2004

#### Individuale
- Capocannoniere del campionato cipriota: 1

2002-2003